# Jacques Grippa
Jacques Charles Louis Dominique Clément Grippa (Grivegnée, 30 maart 1913 - Vorst, 30 augustus 1991) was een Belgisch verzetsman en na de oorlog functionaris van de Kommunistische Partij (KPB).

## Levensloop
Hij was een zoon van de Italiaanse immigrant Jean Grippa (1886-1945) en van de Belgische Stéphanie Becco (1888-1935). In 1930 vatte hij ingenieursstudies aan, aan de universiteit van Luik en sloot hij zich aan bij de Kommunistische Partij van België.
Hij speelde een belangrijke rol in respectievelijk: het gewapend verzet tegen het naziregime, de eerste naoorlogse Belgische regering en de belangrijkste afsplitsing van de KPB in 1963. Tijdens de Tweede Wereldoorlog trad Grippa toe tot het verzet, eerst als verantwoordelijke van de MOI (Main d'oeuvre immigré), een verzetsgroep van immigranten en daarna als stafchef bij het Belgisch leger der partizanen, (de gewapende afdeling van het onafhankelijkheidsfront). 
In 1943 werd hij opgepakt door de Gestapo en opgesloten in het Fort van Breendonk. Hij onderging er talrijke martelingen, maar gaf geen van zijn geheimen prijs. Op dat moment was hij nochtans de spilfiguur van het gewapend verzet. Hij werd er geconfronteerd met vier leden van het politiek bureau van de KPB, onder meer met Xavier Relecom, die akkoord gingen om hem onder druk te zetten ten einde informatie te leveren. Na enige tijd werd hij getransporteerd naar het concentratiekamp van Buchenwald. Daar kwam hij in de leiding terecht van het clandestien verzet. Buchenwald, een van de oudste concentratiekampen, was het enige dat door de gevangenen zelf bevrijd werd nog voor de Amerikaanse troepen ze bevrijdden. 
Na de Tweede Wereldoorlog werd Grippa kabinetschef van de partijloze minister van oorlogsslachtoffers Adrien van den Branden de Reeth. In die functie speelde hij een belangrijke rol bij de opvang en begeleiding van politieke gevangenen. In de daaropvolgende regering was hij opnieuw kabinetschef bij de communistische minister van Openbare Werken Jean Borremans. 
In november 1962 werd Grippa uit de KPB gezet. Met hem vertrokken tientallen andere militanten. Dit was het resultaat van het ideologisch conflict tussen de Sovjet-Unie en het China van Mao Zedong. Grippa koos de zijde van Mao. Een nieuwe marxistisch-leninistische partij, de KP, werd gesticht. Het was de eerste maoïstische partij in Europa, die bijna een verkozene haalde in Brussel. Na aanvankelijk succes verdween de partij in de marge. De partij nam in 1968 voor het laatst deel aan wetgevende verkiezingen, in zes arrondissementen.
Grippa was getrouwd met de communistische militante Magdeleine Chapellier (1914 - 21 augustus 2009) en ze hadden drie kinderen. Ze volgde hem in zijn dissidentie en reisde met hem mee naar Peking waar ze hartelijk begroet werden door Mao Zedong. Ze bleef trouw aan de opeenvolgende maoïstische partijen of splintergroepen in België.

## Publicatie
- Chronique vécue d'une époque, 1930-1947, Editions EPO, 1988
- Révolution et contre-révolution en Chine, onuitgegeven, 1977 (neergelegd bij CarCob)